# Tony Chapron
Tony Chapron (Flers, 23 aprile 1972) è un ex arbitro di calcio francese.

## Carriera
Arbitro a tempo pieno dal 1998, ha diretto oltre 100 partite in Ligue 1. Già al suo primo anno da internazionale è designato per un preliminare di Coppa UEFA. Successivamente, gli vengono affidate alcune gare tra nazionali Under-19 europee, valide per le qualificazioni al campionato di categoria.
Il 29 maggio 2008 ha fatto il suo esordio in una gara tra nazionali maggiori, dirigendo un'amichevole tra Olanda e Danimarca. Nel febbraio del 2009 ottiene per la prima volta la designazione per un sedicesimo di finale di Coppa UEFA. Nel giugno dello stesso anno è tra gli arbitri chiamati a dirigere agli Europei Under 21 in Svezia, dove arbitra due partite della fase a gironi. Nell'edizione 2009-10 dell'Europa League ha diretto cinque partite.
Il 28 luglio 2010 ha esordito in un turno preliminare di Champions League, e pochi mesi dopo anche nella fase a gironi della stessa competizione. Nella seconda parte della stagione 2010-2011 è sospeso per tre mesi dalla propria Federazione, a causa di giudizi ritenuti lesivi nei confronti dei dirigenti federali. Nel giugno 2011 è convocato in vista del Campionato mondiale di calcio Under-17 in programma in Messico. In carriera, vanta anche la direzione della finale di Regions' Cup nel 2001. Il 31 dicembre 2017 viene ritirato dalle liste internazionali.
Il 14 gennaio 2018, nel corso della partita di campionato Nantes-Paris Saint-Germain (0-1), dopo essere stato involontariamente colpito dal difensore dei giallo-verdi Diego Carlos, si vendica dello stesso cercando di sgambettarlo, e poi dandogli la seconda ammonizione, espellendolo. In seguito all'episodio viene sospeso a tempo indeterminato. Il 23 marzo viene squalificato per 8 mesi dalla federazione francese, che pone così fine alla sua carriera.